# Undla
Undla es un pueblo ubicado en el municipio de Kadrina, en el condado de Lääne-Viru, Estonia.

## Superficie
Posee una superficie de 3,546 kilómetros cuadrados.

## Demografía
Hasta 2021 la población era de 63 habitantes, con una densidad de población de 17,76 habitantes por kilómetro cuadrado.